# 安全機能
安全機能(あんぜんきのう、英: safety function）とは、「アイテムが危害抑制を目的として行う機能」である。似た用語として、安全関連機能がある。

## 安全機能と安全関連機能の違い
機械類の安全規格であるISO 12100やISO 13849-1では、安全機能は「故障がリスクの増加につながるような機械の機能」と定義されており、安全機能と安全関連機能が類義語として使われている。
E/E/PE系の機能安全規格であるIEC 61508では「E/E/PE安全関連系又は他リスク軽減措置によって遂行される機能。この機能は、特定の危険事象に関して、EUC に関わる安全な状態を達成又は保持する」と用語定義されている。安全関連機能は用語定義されていないが、IEC 61508の規格書の文中で「安全機能との独立性を証明できない安全以外の機能を含むもの」であることがわかるため、安全機能と安全関連機能は類義語ではない。
自動車の機能安全規格 ISO 26262では、安全機能という用語は定義されていない。安全関連機能と安全機構（安全メカニズム）は用語定義されている。安全
関連機能とは「安全目標の侵害に繋がる可能性がある機能」、安全機構とは「安全状態の達成又は維持を目的とし、フォールトの検出、又は故障の抑制のために、E/E機能､エレメント又はアザーテクノロジーにより実装される技術的な解決策」としている。

## 安全機能の例
IEC 61508のJIS版JIS C 0508:2014の付録（解説）では、「プリクラッシュシステム（衝突予防機構）は車両が障害物と衝突する危険事象を回避するために、自動車に搭載したレーダ、カメラなどからの情報をコンピュータが分析して運転手に警告し、さらにブレーキを作動させるという安全機能」、「エアバッグは車両衝突時に開となり、乗員がハンドルなどで強打するリスクを緩和する安全機能」と紹介されている。
一般財団法人 日本自動車研究所では、自動車の安全機能の例として「電気/電子システムに故障が発生してもフェールセーフすること」が紹介されている。
ISO 13849-1では、典型的な機械の安全機能として、次の例が紹介されている。
安全機能/特性
- 安全防護が開始する安全関連停止機能
- 手動リセット機能
- 起動/再起動機能
- 局部制御機能
- ミューティング機能
- ホールドテュラン機能
- イネーブル装置機能
- 予期しない起動の防止
- 閉じ込められた人の脱出及び救出
- 隔離及びエネルギー放散機能
- 制御モード及びモード選択
- 制御システムの様々な安全関連部の間の相互作用
- 安全関連入力値のパラメータ化の監視
- 非常停止機能

安全機能/安全に関するパラメータ
- 応答時間
- 速度、温度又は圧力などの安全に関連するパラメータ
- 動力源の変動、損失および復旧
- 指示及び警告

ロボットの安全機能の例としては、「ロボットの先端を250cm/秒を超えないように制御すること」が紹介されている。